# Front national de libération (Syrie)
Pour les articles homonymes, voir Front national de libération et Jabhat Tahrir Souriya.
Le Front national de libération (arabe : جبهة الوطنية للتحرير, al-Jabhat al-Wataniya al-Tahrir) est un groupe rebelle de la guerre civile syrienne fondé le 28 mai 2018. Il rallie l'Armée nationale syrienne en octobre 2019.

## Logos et drapeaux

Drapeau du Front national de libération.
Drapeau de l'Armée syrienne libre, également utilisé par le Front national de libération.

## Histoire
Le Front national de libération est fondé le 28 mai 2018 par la fusion de onze groupes de l'Armée syrienne libre actifs dans le gouvernorat d'Idleb et le nord du gouvernorat de Hama, :
- La 1re division côtière[1]
- La 2e division côtière[1]
- La 23e division[1]
- Al-Forqat al-Wasti[1]
- L'Armée libre d'Idleb[1]
- La Brigade Al-Hurriyat[1]
- Faylaq al-Cham[1]
- Jaych al-Nasr[1]
- Jaych al-Nokhba[1]
- Jaych al-Thani[1]
- Liwa Shuhada al-Islam[1]

Le 1er août 2018, d'autres groupes rebelles annoncent leur ralliement au Front national de libération, : 
- Jabhat Tahrir Souriya[4],[5], qui lui-même regroupe Ahrar al-Cham et le Harakat Nour al-Din al-Zenki
- Suqour al-Cham[5]
- Jaych al-Ahrar[4],[5]
- Tajamu Dimashq[5]

Selon le chercheur Charles Lister : « La Turquie cimente encore un peu plus son influence à Idleb, au moment où les groupes armés de l'opposition — à l'exception de HTS — cherchent à dissuader le régime ».
Le 4 octobre 2019, le Front national de libération rallie l'Armée nationale syrienne,.

## Organisation
À sa fondation, Fadlallah al-Hajji, chef de Faylaq al-Cham, est désigné comme le commandant du Front national de libération et Suhaib Layyouch, de Jaych al-Nasr, comme le commandant en second. Le groupe compterait 30 000 combattants selon l'Agence Anadolu. Le FNL revendique pour sa part 50 000 combattants en juin 2018, puis 75 000 en octobre 2018.

## Actions
Le 5 août 2018, le groupe arrête 45 personnes, pour avoir tenté de négocier des « accords de réconciliation » avec le régime. 
Le 27 novembre 2024, il se joint à l'Offensive d'Alep lancé par Hayat Tahrir al-Cham